# Хелмець (Малопольське воєводство)
Хелмець (пол. Chełmiec) — село в Польщі, у гміні Хелмець Новосондецького повіту Малопольського воєводства.
Населення — 3213 осіб (2011).

## Демографія
Демографічна структура станом на 31 березня 2011 року:
|          | Загалом | Допрацездатний вік | Працездатний вік | Постпрацездатний вік |
| -------- | ------- | ------------------ | ---------------- | -------------------- |
| Чоловіки | 1606    | 415                | 1055             | 136                  |
| Жінки    | 1607    | 387                | 977              | 243                  |
| Разом    | 3213    | 802                | 2032             | 379                  |